# Michail Mjasnikowitsch

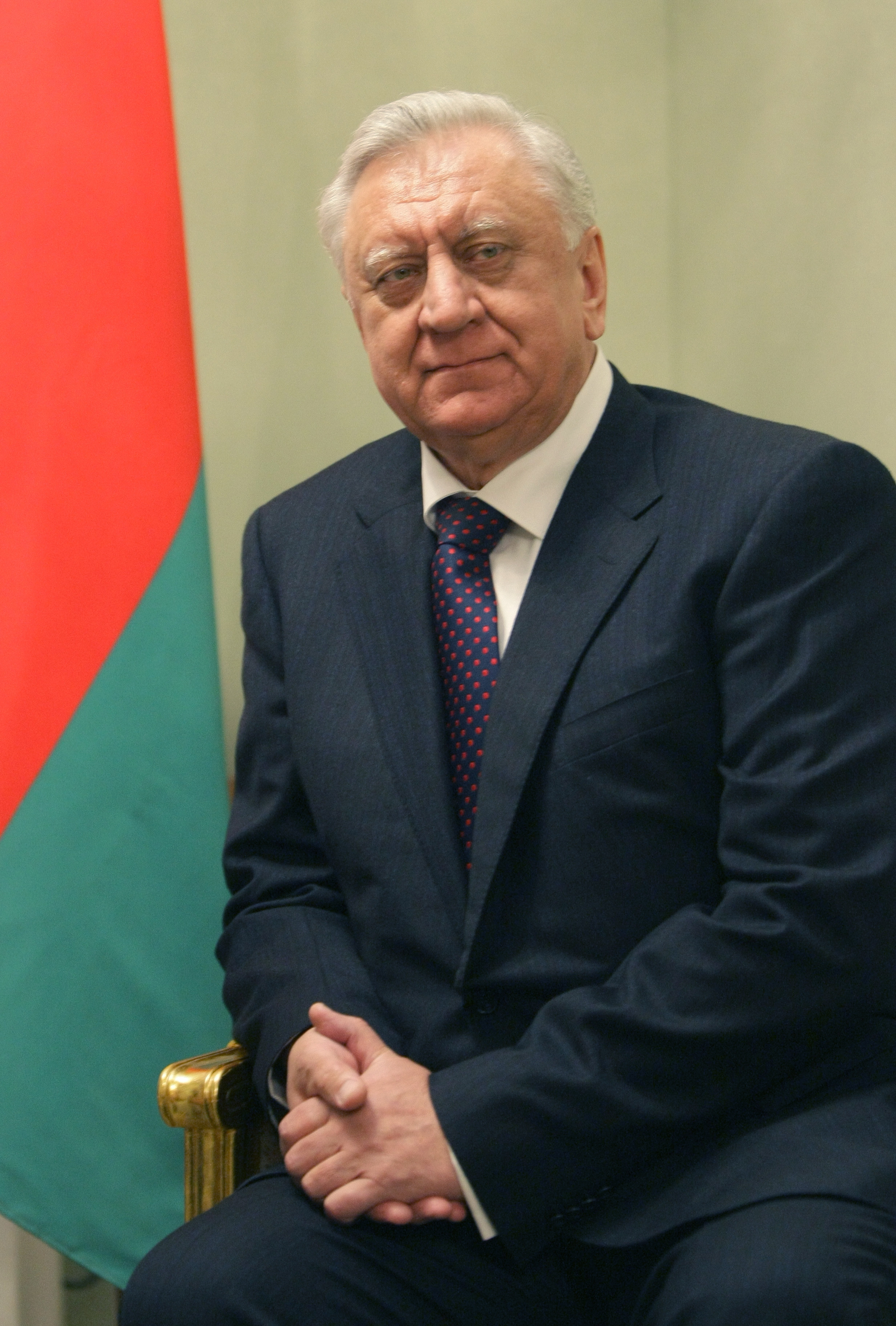
Michail Mjasnikowitsch (2011)

Michail Uladsimirawitsch Mjasnikowitsch (* 6. Mai 1950 in Nowy Snou bei Njaswisch, Minskaja Woblasz, Weißrussische Sozialistische Sowjetrepublik, Sowjetunion) ist ein belarussischer Politiker. Er war vom 28. Dezember 2010 bis zum 27. Dezember 2014 Ministerpräsident von Belarus. Präsident Aljaksandr Lukaschenka ernannte Andrej Kabjakou zu Mjasnikowitschs Nachfolger.
Michail Mjasnikowitsch schloss 1972 ein Studium am Institut für Bauingenieurwesen in Brest ab, sowie 1989 ein Studium an der Hochschule der KPdSU in Minsk. Seine Karriere im Staats- und Parteiapparat der damaligen Weißrussischen Sozialistischen Sowjetrepublik (BSSR) begann er 1983. Von 1986 bis 1990 war er Minister für Kommunale Wohnungswirtschaft der BSSR. Ab 1990 war Mjasnikowitsch stellvertretender Ministerratsvorsitzender. Bei den Präsidentschaftswahlen 1994 leitete er das Wahlkampfteam des Kandidaten Wjatschaslau Kebitsch. Nach dem Sieg Aljaksandr Lukaschenkas nahm er jedoch dessen Angebot an, Leiter der Präsidialverwaltung zu werden. 2001 verließ Mjasnikowitsch die Politik und wurde Vorsitzender des Präsidiums der belarussischen Akademie der Wissenschaften. Nach den Präsidentschaftswahlen 2010 ernannte Lukaschenka ihn am 28. Dezember 2010 zum neuen Ministerpräsidenten und behielt das Amt bis zum 27. Dezember 2014.